# Faezeh Hashemi Rafsanjani
Faezeh Hashemi Bahramani, més coneguda com a Faezeh Hashemi Rafsanjani (persa: فائزه هاشمی رفسنجانی) (Teheran, 7 de gener de 1963) és una activista iraniana pels drets de les dones, política i antiga periodista que va exercir com a membre del parlament iranià de 1996 a 2000. També és presidenta de la lliga femenina del Partit dels Executius de la Construcció i ex -editora en cap del diari Zan.

## Primera vida i educació
Rafsanjani és la filla d'antic president Akbar Hashemi Rafsanjani i Effat Marashi, i germana de Fatemeh Rafsanjani i Mehdi Rafsanjani. Té un màster en drets humans internacionals per la Birmingham City University.

## Trajectòria
Rafsanjani era membre del Partit dels Executius de la Construcció que va ser establert per polítics moderats. Entre 1996 i 2000 va ser diputada al Parlament de Teheran. Va fundar el diari femení Zan l'any 1998, que va ser dissolt l'abril de 1999.

### Mirades i activisme
A les eleccions presidencials de 1997, Rafsanjani va donar suport a Mohammad Khatami. Durant les protestes de les eleccions iranianes de 2009, Reuters va informar que Rafsanjani es va dirigir a una multitud en una manifestació de l'oposició prohibida a Teheran el 16 de juny, i que posteriorment se li va prohibir sortir del país. Va ser arrestada i detinguda breument almenys dues vegades després de participar en una concentració de l'oposició a Teheran el 20 de juny de 2009 (juntament amb quatre familiars), i de nou el 20 de febrer de 2010 després de "fer declaracions contundents i cantar consignes provocadores", segons van informar diversos mitjans de comunicació estatals iranians. Va ser novament arrestada el febrer de 2011. El març de 2011, el seu fill, Hassan, també va ser detingut.
A Internet van aparèixer un parell de vídeos que mostraven que estava sent assetjada per opositors. Poc abans del 27 de febrer de 2011, va aparèixer un vídeo que mostrava a Hashemi envoltat de diverses persones amenaçant-la amb violència, insultant-la i corejant "Mort a Rafsanjani".
Faeze defensa els drets de les dones i ha estat una ferma defensora de la relaxació del codi de vestimenta estricte. Portant un xador ella mateixa, va expressar la seva oposició a l'ús obligatori del hijab. Ha viatjat molt a Europa, Àfrica i l'Índia per promoure el diàleg i està interessada en els vincles amb totes les regions. Ha escrit positivament sobre els moviments efectius de Mahatma Gandhi, Martin Luther King Jr. i Nelson Mandela.

## Judicis

### 1r judici
El 24 de desembre de 2011, va ser jutjada per l'acusació de fer propaganda contra el règim, va dir el seu advocat després d'una audiència a porta tancada. Hashemi va ser arrestada i alliberada després de participar en diverses protestes que van esclatar després d'unes eleccions del 2009 en què el president Mahmoud Ahmadinejad va ser reelegit al càrrec malgrat que l'oposició afirmava que el vot va ser manipulat. Va ser detinguda de nou per participar en manifestacions contra el règim el febrer de 2011.
El seu pare, Akbar Hashemi Rafsanjani, s'enfrontava a dures crítiques dels conservadors que demanen que condemnés públicament els líders de l'oposició Mir-Hossein Mousavi i Mehdi Karroubi; com a resultat, va perdre el seu escó a la poderosa Assemblea d'Experts. Més tard, Rafsanjani es va distanciar una mica dels líders de l'oposició i va condemnar les últimes manifestacions antigovernamentals organitzades pels seus partidaris. Però la seva posició no va satisfer els conservadors.

#### Sentència
El 3 de gener de 2012 va ser condemnada a sis mesos de presó. Va tenir 20 dies per apel·lar. El 22 de setembre de 2012, Hashemi va ser arrestada per complir la seva condemna. La van portar a la presó d'Evin. Va ser alliberada el març de 2013 un cop finalitzada la condemna.

### 2n Judici i sentència
El 17 de març de 2017, va tornar a ser condemnada a sis mesos de presó a causa de la difusió de propaganda contra el règim, segons van informar els mitjans de comunicació iranians.

### 3r Judici i sentència
L'11 de maig de 2022, va ser citada una vegada més per ser processada pels comentaris que va fer sobre el profeta Mahoma i la seva dona Khadija, que segons ella eren una broma, així com el suport a les sancions contra l'Iran. Concretament, va afirmar que l'IRGC hauria de romandre a la llista de FTO dels EUA, donant suport a la continuació del règim de sancions dels Estats Units. Això va provocar una reacció a l'Iran, amb 55.000 persones signant una petició demanant-la a ser jutjada. Després d'això, va ser citada oficialment al tribunal. El 3 de juliol de 2022, després d'un procediment judicial, va ser acusada d'executar activitats de propaganda contra el país i blasfèmia.